# Stipe Lapić
Stipe Lapić (Sinj, 22. siječnja 1983.) bivši je hrvatski nogometaš. Igrao je na poziciji braniča.